# AAA-Saison 1917

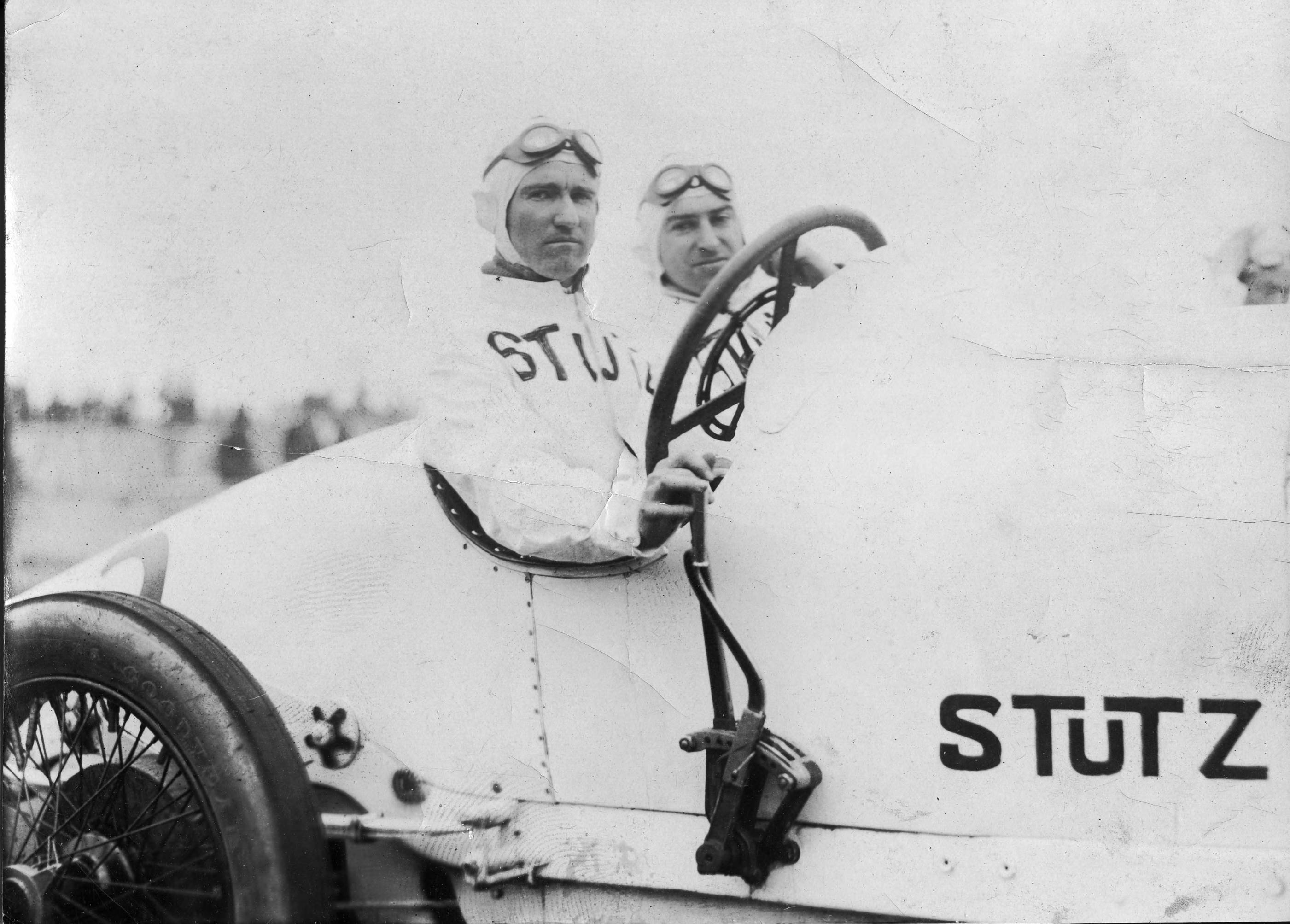
Earl Cooper (vorne) und Mechaniker Reeves Dutton auf dem Tacoma Speedway

Die AAA-Saison 1917 war die neunte offizielle Saison der nationalen Automobilmeisterschaft in den Vereinigten Staaten. Sie bestand aus 21 Rennen, die zwischen dem 4. März und dem 29. November ausgetragen wurden. Die Saison bestand aus einzelnen Rennen, ohne dass ein Meistertitel vergeben wurde.

## Rennergebnisse
Es gab 21 Rennen, die auf neun verschiedenen Rennstrecken ausgetragen wurden. Alle Rennen fanden auf Ovalkursen statt. Davon drei auf losem Grund, dreizehn auf Holzbahnen und fünf auf Betonovalen.
| Nr. | Datum         | Ort (Staat)         | Rennen / Rennstrecke                                   | Distanz (mi / km) Runden  | Sieger          | Fahrzeug              |
| --- | ------------- | ------------------- | ------------------------------------------------------ | ------------------------- | --------------- | --------------------- |
| 01  | 04. März      | Los Angeles (CA)    | George Washington Sweepstakes Ascot Speedway (UO)      | 100 / 160,9 100 Runden    | Earl Cooper     | Stutz                 |
| 02  | 10. Mai       | Hopwood (PA)        | Universal Trophy Race Uniontown Speedway (HO)          | 112,5 / 181,1 100 Runden  | William Taylor  | Stutz – Wisconsin     |
| 03  | 30. Mai       | Sharonville (OH)    | Sharonville Sweepstakes Cincinnati Motor Speedway (HO) | 250 / 402,3 125 Runden    | Louis Chevrolet | Frontenac             |
| 04  | 11. Juni      | Maywood (IL)        | War Derby Speedway Park (HO)                           | 250 / 402,3 125 Runden    | Earl Cooper     | Stutz                 |
| 05  | 04. Juli      | Council Bluffs (IA) | Omaha Derby Omaha Speedway (HO)                        | 150 / 241,4 120 Runden    | Ralph Mulford   | Hudson                |
| 06  | 14. Juli      | Fort Snelling (MN)  | Minneapolis Race 1 Twin City Motor Speedway (BO)       | 50 / 80,5 25 Runden       | Earl Cooper     | Stutz                 |
| 07  | 14. Juli      | Fort Snelling (MN)  | Minneapolis Race 2 Twin City Motor Speedway (BO)       | 100 / 160,9 50 Runden     | Ira Vail        | Hudson                |
| 08  | 03. September | Tacoma (WA)         | Army Post Sweepstakes Pacific Coast Speedway (HO)      | 100 / 160,9 50 Runden     | Earl Cooper     | Stutz                 |
| 09  | 03. September | Maywood (IL)        | Chicago Race 2 Speedway Park (HO)                      | 50 / 80,5 25 Runden       | Ralph DePalma   | Packard               |
| 10  | 03. September | Maywood (IL)        | Chicago Race 3 Speedway Park (HO)                      | 100 / 80,5 50 Runden      | Louis Chevrolet | Frontenac             |
| 11  | 03. September | Hopwood (PA)        | 1st Annual Autumn Classic Uniontown Speedway (HO)      | 112,5 / 181,1 100 Runden  | Frank Elliott   | Delage                |
| 12  | 15. September | Cranston (RI)       | Providence Race 1 Narragansett Park (BO)               | 5 / 8,0 5 Runden          | Ralph Mulford   | Frontenac             |
| 13  | 15. September | Cranston (RI)       | Providence Race 2 Narragansett Park (BO)               | 25 / 40,2 25 Runden       | Tommy Milton    | Duesenberg            |
| 14  | 15. September | Cranston (RI)       | Providence Race 3 Narragansett Park (BO)               | 100 / 160,9 100 Runden    | Tommy Milton    | Duesenberg            |
| 15  | 22. September | Sheepshead Bay (NY) | Harkness Trophy Race Sheepshead Bay Speedway (HO)      | 100 / 160,9 50 Runden     | Louis Chevrolet | Frontenac             |
| 16  | 13. Oktober   | Maywood (IL)        | Chicago Race 4 Speedway Park (HO)                      | 20 / 32,2 10 Runden       | Tom Alley       | Pan-American – Miller |
| 17  | 13. Oktober   | Maywood (IL)        | Chicago Race 5 Speedway Park (HO)                      | 50 / 80,5 25 Runden       | Ralph Mulford   | Frontenac             |
| 18  | 13. Oktober   | Maywood (IL)        | Chicago Race 6 Speedway Park (HO)                      | 50 / 80,5 25 Runden       | Pete Henderson  | Duesenberg            |
| 19  | 29. Oktober   | Hopwood (PA)        | Uniontown Race 3 Uniontown Speedway (HO)               | 168,75 / 271,6 150 Runden | Eddie Hearne    | Duesenberg            |
| 20  | 29. November  | Los Angeles (CA)    | Ascot Race 2 Ascot Speedway (UO)                       | 10 / 16,1 10 Runden       | Louis Chevrolet | Frontenac             |
| 21  | 29. November  | Los Angeles (CA)    | Ascot Race 3 Ascot Speedway (UO)                       | 50 / 80,5 50 Runden       | Eddie Hearne    | Duesenberg            |

- Erklärung: T: temporäre Rennstrecke, BO: Betonoval, HB: Holzoval, UO: unbefestigtes Oval, ZO: Ziegelsteinoval

## Kurzmeldungen

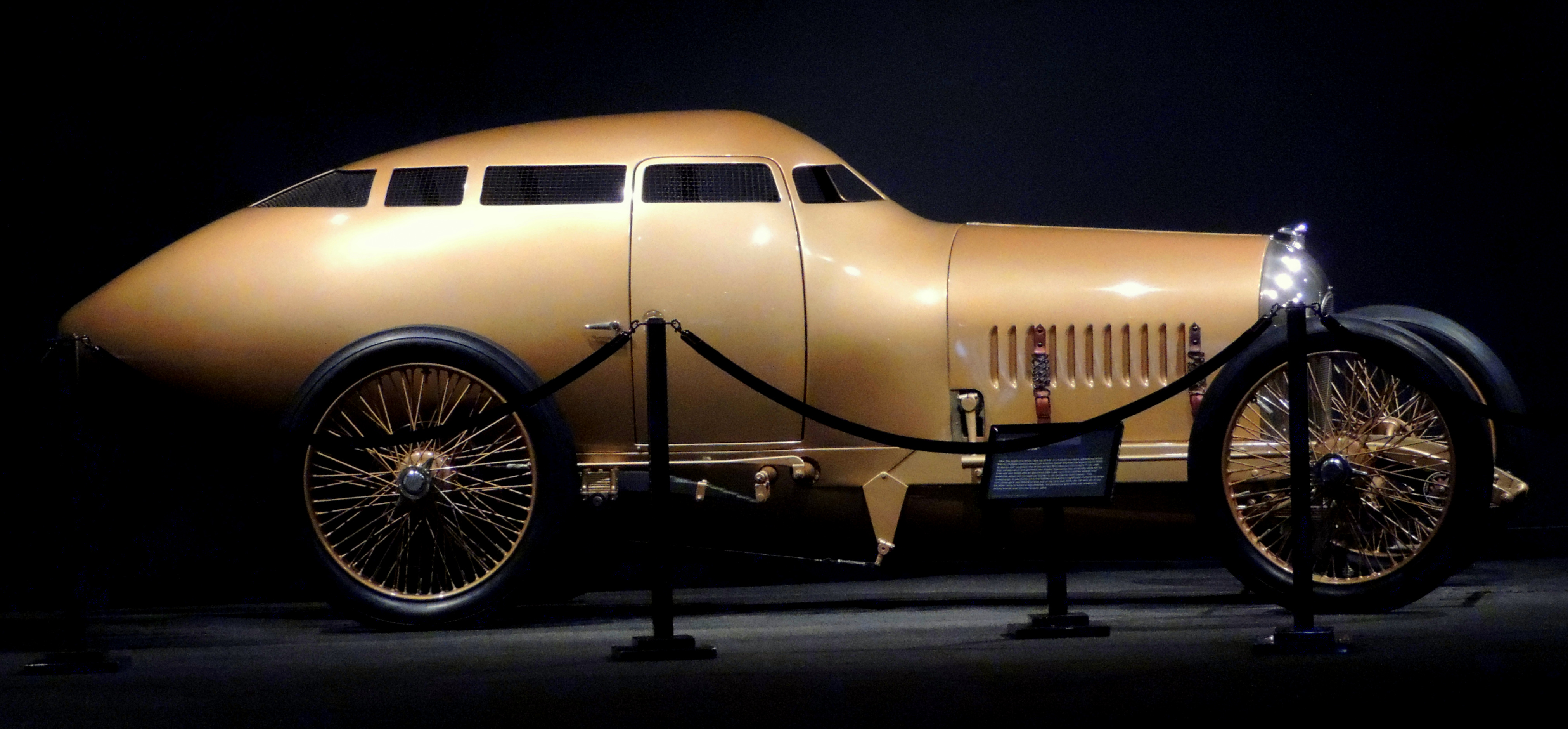
Die Golden Submarine

- Die Rennen in Hopwood, Cranston, Sheepshead Bay, das Ascot Race 2 und Minneapolis Race 1 wurden für Fahrzeuge der Klasse E ausgeschrieben. Sie durften maximal 300 cu in Hubraum haben. Das entspricht ungefähr 4,9 l.[3][4][5][6]
- Die Rennen in Maywood über 25 Runden waren für die Klasse C ausgeschrieben. Der Hubraum war auf 231 bis 300 cu in begrenzt. (ca. 3,8 bis 4,9 l)[7]
- Das letzte Saisonrennen in Los Angeles war für die Frei-für-alle-Klasse ausgeschrieben.[8]
- Das fünfte Rennen in Omaha wurde nach einer Runde wegen eines Unfalls von Tom Alley abgebrochen.[9]
- Barney Oldfield fuhr vor dem ersten Novemberrennen in Los Angeles eine Demonstrationsrunde in der von ihm und Harold Arminius Miller entworfenen „Golden Submarine“. Der Wagen entstand als Reaktion auf Bob Burmans Tod im vergangenen Jahr. Katherine Stinson flog im Rahmenprogramm.[6]
- 1927 wurden für mehrere Saisons rückwirkend Meisterschaften berechnet. Demnach hätte Earl Cooper den Titel gewonnen. Diese Titel werden jedoch nicht als offiziell betrachtet.[10]
- Tommy Milton fuhr mit 15 Starts die meisten Rennen. Mit jeweils vier Siegen waren Earl Cooper und Louis Chevrolet die erfolgreichsten Fahrer.